# Świadkowie Jehowy w Szwecji
Świadkowie Jehowy w Szwecji – społeczność wyznaniowa w Szwecji, należąca do ogólnoświatowej wspólnoty Świadków Jehowy, licząca w 2023 roku 22 454 głosicieli, należących do 280 zborów (w tym ponad 90 obcojęzycznych). Na dorocznej uroczystości Wieczerzy Pańskiej w 2023 roku zgromadziło się 33 899 osób. Działalność miejscowych głosicieli koordynuje Skandynawskie Biuro Oddziału w Danii. Świadkowie Jehowy w Szwecji posiadają 5 Sal Zgromadzeń.

## Historia

### Początki

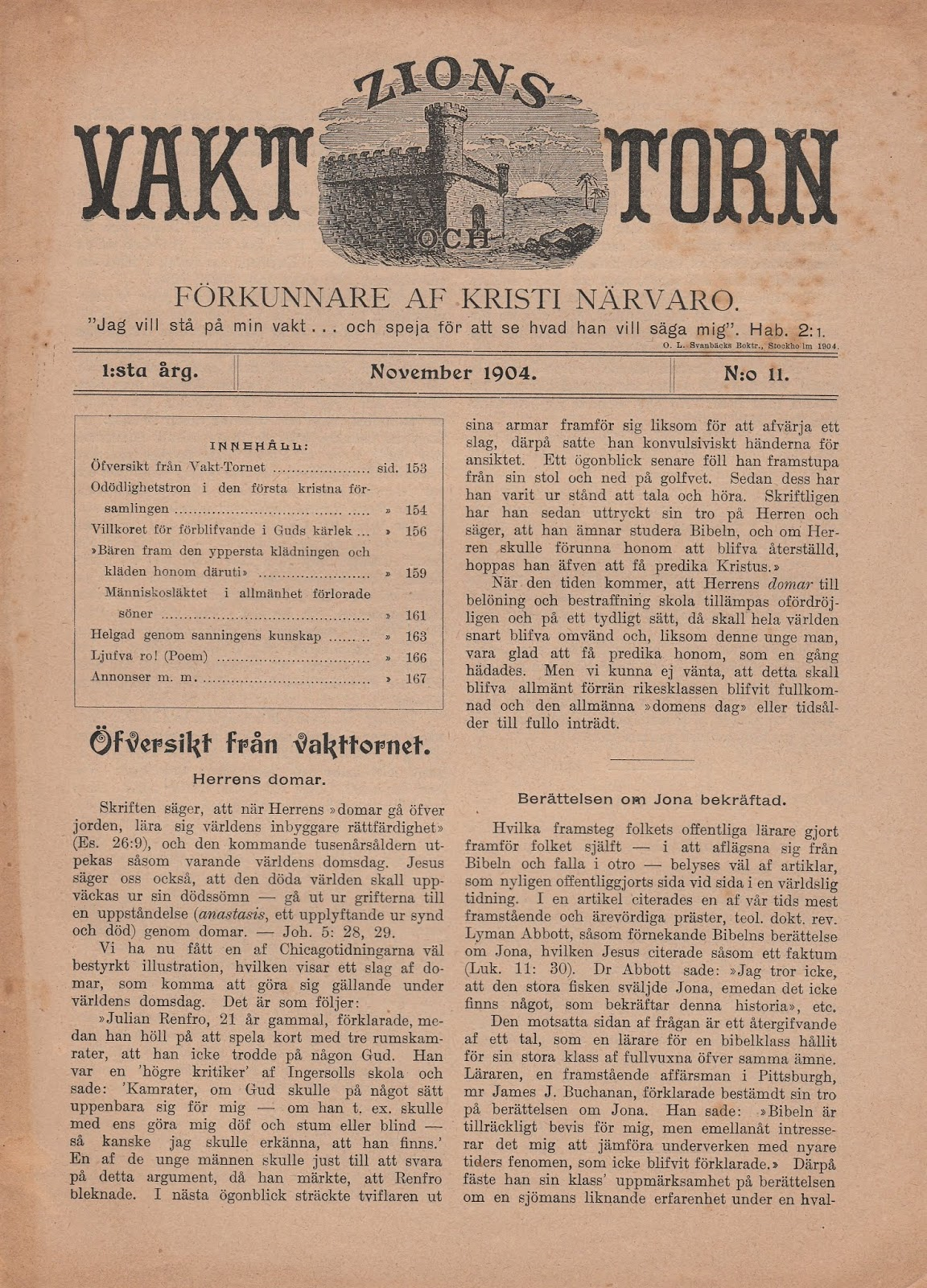
„Strażnica Syjońska” w języku szwedzkim, (listopad 1904)

W roku 1883 wydano w języku szwedzkim pierwszy pojedynczy numer czasopisma „Strażnica” w formie broszury, który przetłumaczył Charles Seagrin, szwedzki ewangelista mieszkający w Stanach Zjednoczonych. Broszury i próbny numer czasopisma docierały do Szwecji ze Stanów Zjednoczonych. W roku 1884 Sophus Winter, Amerykanin duńskiego pochodzenia, rozpowszechniał publikacje biblijne w Danii oraz później także w Szwecji. Wkrótce też przyłączyli się do niego inni. W 1899 roku w stolicy Szwecji urządzano regularne zebrania religijne.

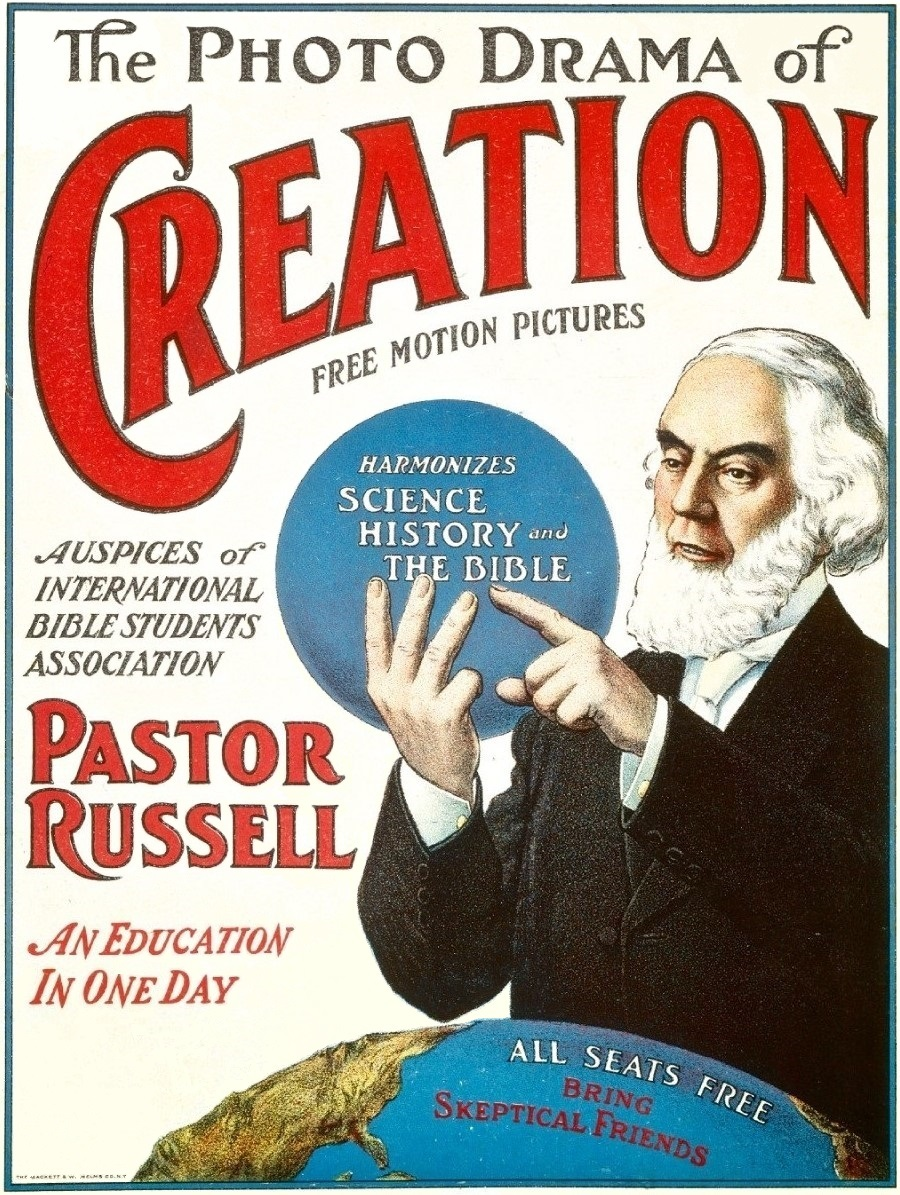
W 1914 roku rozpoczęto wyświetlanie Fotodramy stworzenia we wszystkich szwedzkich miastach

W roku 1900 powstała grupa w Malmö. Rok później w stolicy otwarto biuro. W dniach od 20 do 27 czerwca 1901 roku w mieście Uppsala w pierwszym zgromadzeniu zorganizowanym w Szwecji uczestniczyło 150 osób. W maju 1903 roku przemówienia C.T. Russella w Sztokholmie wysłuchało 250 osób. Od końca 1902 fragmenty „Strażnicy” ukazywały się w piśmie „I Morgonväkten” wydawanym przez Augusta Lundborga, byłego kapitana Armii Zbawienia. Dzięki jego staraniom od stycznia 1904 „Strażnica” zaczęła ukazywać się regularnie.
Wkrótce powstała grupa wyznawców, która pomagała w działalności w Norwegii, a w 1906 roku również w Finlandii. W tym samym roku kraj odwiedził Charles Taze Russell. W 1907 roku biuro przeniesiono do Örebro. Rok później w Göteborgu powstała następna duża grupa wyznawców. W roku 1909 w Örebro C.T. Russell wygłosił przemówienie do przeszło 300 osób. Szwecję odwiedził ponownie w 1912 roku. W 1913 roku Szwecję odwiedził Joseph Franklin Rutherford.
We wrześniu 1914 roku rozpoczęto wyświetlanie Fotodramy stworzenia we wszystkich miastach kraju. W 1919 roku w Örebro zorganizowano zgromadzenie krajowe, a sześć lat później już dla 500 współwyznawców z całej Skandynawii.
W latach 20. XX wieku w Göteborgu przemawiał J.F. Rutherford, który w 1927 roku przemierzył samochodem kraj, odwiedzając wszystkie grupy wyznawców. W maju 1925 roku w Örebro odbył się kongres z udziałem przeszło 500 osób, w tym z delegacjami z całej Skandynawii. W 1925 roku zanotowano liczbę 250 wyznawców. Nadzór nad działalnością i biurem w Sztokholmie sprawowało od 1925 roku duńskie Biuro Północnoeuropejskie Towarzystwa Strażnica w Kopenhadze. We wrześniu 1926 roku ponownie lokalne biuro przeniesiono do stolicy Szwecji.
W roku 1930 działalność kaznodziejską w Szwecji prowadziło ponad 1000 głosicieli, a w roku 1940 ponad 1500. Działalność Świadków Jehowy w Szwecji nadzorował wówczas Johan H. Eneroth (1893–1982). W okresie II wojny światowej ze względu na neutralność polityczną i wynikającą z niej odmowę pełnienia służby wojskowej członkowie wyznania byli osadzani w więzieniach.

### Powojenny rozwój działalności
W roku 1945 w działalności kaznodziejskiej brało udział 2867 głosicieli. W tym też roku z wizytą przyjechali Nathan H. Knorr oraz Milton G. Henschel. W roku 1951 i 1952 odwiedzili Szwecję ponownie. W 1947 roku utworzono pierwszy okręg, który zasięgiem obejmował cały kraj. Jego pierwszym nadzorcą był Jack Pramberg, Szwed, absolwent Szkoły Gilead. W tym samym roku liczba głosicieli przekroczyła 3000, a w 1951 roku ponad 5100. W roku 1952 Bibel- och Traktatsällskapet Vakttornet (Strażnica – Towarzystwo Biblijne i Traktatowe) zostało prawnie zarejestrowane, a 23 lipca 1954 zarejestrowano spółkę wydawniczą Vakttornets förlags- och tryckeriaktiebolag. 31 marca 1954 roku Biuro Oddziału przeniesiono do Jakobsberga.
W 1963 roku liczba głosicieli przekroczyła 10 000. W tym też roku Szwecja była jednym z miejsc międzynarodowego kongresu okołoziemskiego pod hasłem „Wiecznotrwała dobra nowina” – grupa 583 delegatów z 27 państw przenosiła się do 27 wytypowanych miast kongresowych na całym świecie. Uczestniczyło w nim 25 160 osób. W maju 1966 roku władze zezwoliły na zwalnianie Świadków Jehowy z obowiązku pełnienia służby wojskowej.
W 1970 roku z wizytą w Szwecji przebywał Milton G. Henschel. Od lat 70. powstały pierwsze zbory obcojęzyczne (grecko-, fińsko-, hiszpańsko-, włosko-, portugalsko-, angielsko-, francusko-, lapońsko-, serbsko-chorwacko-, rosyjsko-, polsko-, arabsko-, turecko- i rumuńskojęzyczne oraz szwedzkiego j. migowego). W roku 1975 zanotowano liczbę 16 013 głosicieli. W lipcu 1978 roku w Stockholmsmässan w Sztokholmie odbył się kongres „Zwycięska wiara”. Program przedstawiano w języku szwedzkim, norweskim, a częściowo także w hiszpańskim, portugalskim i włoskim. Liczba obecnych wyniosła 25 338 osób.
W 1980 roku otwarto nowe Biuro Oddziału wraz z drukarnią w Arbodze. Uroczystości tej przewodniczył prezes Towarzystwa Strażnica, Frederick W. Franz. W Biurze Oddziału pracowało ponad 80 osób. Od roku 1986 do 1994 wzniesiono metodą szybkościową (w ciągu weekendu) 44 Sale Królestwa, a 11 rozbudowano lub wyremontowano. W 1986 roku zanotowano liczbę ponad 20 tysięcy głosicieli.
W 1990 roku szwedzkie Ministerstwo Zdrowia i Opieki Społecznej oraz Szwedzkie Towarzystwo Medyczne zaleciło lekarzom szanować stanowisko pacjentów w kwestii krwi, przez uwzględnienie woli chorego, który odmawia jej przyjęcia. W latach 1991–1992 zorganizowano pomoc humanitarną dla współwyznawców z terenów byłego ZSRR. W 1994 roku otwarto piątą szwedzką Salę Zgromadzeń w Strängnäs – na uroczystość oddania do użytku przybyli przedstawiciele Ciała Kierowniczego oraz około 400 gości z sąsiednich krajów. W 1996 roku zanotowano liczbę 24 487 głosicieli. 14 stycznia 1999 roku w Muzeum Nordyckim zorganizowano wystawę „Zapomniane ofiary holocaustu”, którą pokazano także w przeszło 100 muzeach i bibliotekach publicznych w całym kraju, a obejrzało ją ponad 150 000 osób.

### Od roku 2000
13 marca 2000 roku stowarzyszenie Jehovas vittnen–Bibelsällskapet Vakttornet (Świadkowie Jehowy – Towarzystwo Biblijne Strażnica) reprezentujące Świadków Jehowy w Szwecji, zostało formalnie i oficjalnie uznane nie jedynie za stowarzyszenie, lecz za wyznanie religijne posiadające zagwarantowane prawa wynikające z wolności wyznania. 27 lutego 2009 roku Świadkowie Jehowy zostali ponownie zarejestrowani jako Jehovas vittnen-Bibelsällskapet Vakttornet.
W 2012 roku odbył się kongres specjalny pod hasłem „Strzeż swego serca!” w Göteborgu, w którym wzięło udział m.in. 250 delegatów z Polski. Nadzór nad miejscowymi wyznawcami przejęło Skandynawskie Biuro Oddziału w Danii.
Od 3 do 5 lipca 2015 roku na Friends Arena odbył się kongres pod hasłem „Naśladujmy Jezusa!” z udziałem ponad 50 tysięcy Świadków Jehowy z całej Skandynawii – z Danii, Finlandii (dla Szwedów), Grenlandii, Islandii, Norwegii, Szwecji oraz Wysp Owczych. Program przedstawiono w siedmiu językach, w tym trzech migowych. Delegacje ze Szwecji brały udział w kongresach specjalnych pod hasłem „Słowo Boże jest prawdą!”, w roku 2013 w Kopenhadze, w 2016 roku („Lojalnie trwajmy przy Jehowie!”) w holenderskim Utrechcie oraz w Nuuk na Grenlandii.
Jesienią 2015 roku rozpoczęto produkcję literatury i filmów o tematyce biblijnej w języku północnolapońskim. Na język ten przetłumaczono kilka filmów i traktatów oraz jedną broszurę o tematyce biblijnej. Następnie w 2016 i w maju 2017 roku zorganizowano dwie specjalne kampanie by przetłumaczone materiały udostępnić Lapończykom mieszkających w małych lapońskich wioskach w odległych zakątkach regionu. Wzięło w nich udział około 200 głosicieli z Finlandii, Norwegii i Szwecji.
W 2015 roku Świadkowie Jehowy wnieśli do Europejskiego Trybunału Praw Człowieka sześć skarg przeciwko władzom Szwecji, dotyczących niezgodnego z prawem opodatkowania Biura Oddziału. W lipcu 2018 roku w Oslo w Norwegii odbył się kongres specjalny pod hasłem „Bądź odważny!” z udziałem delegacji ze Szwecji.
27 stycznia 2018 roku w Sali Zgromadzeń w duńskim Herlufmagle, Anthony Morris, wówczas członek Ciała Kierowniczego, ogłosił wydanie „Pisma Świętego w Przekładzie Nowego Świata” w języku szwedzkim, w wersji zrewidowanej w 2013 roku (Chrześcijańskie Pisma Greckie w tym języku opublikowano w 1976 roku, a całą Biblię w 1992). Program był transmitowany do około 500 miejsc, z którego skorzystało łącznie 50 274 osób. W latach 1992–2018 wydrukowano około 230 000 egzemplarzy „Pisma Świętego w Przekładzie Nowego Świata” w języku szwedzkim, którym posługuje się ponad 23 tysiące głosicieli na świecie.
24 października 2019 roku szwedzkie władze zmieniły swoją wcześniejszą decyzję i potwierdziły, że Świadkowie Jehowy „spełniają wszystkie wymogi prawne” niezbędne do korzystania z przewidzianych w prawie środków. Od 2007 roku wielokrotnie odmawiały takiego statusu. Trzykrotnie Najwyższy Sąd Administracyjny orzekał, że decyzja władz o odmowie przyznania tej organizacji odpowiedniego statusu była bezprawna i należy ją ponownie rozważyć. W 2024 roku delegacje ze Szwecji brały udział w kongresach specjalnych pod hasłem „Głośmy dobrą nowinę!” w Finlandii, na Gwadelupie i w Stanach Zjednoczonych.
Zebrania zborowe odbywają się w językach: albańskim, angielskim, arabskim, chińskim (mandaryńskim), chorwackim, greckim, fińskim, francuskim, hiszpańskim, mongolskim, perskim, polskim, portugalskim, romani, rosyjskim, serbskim, somalijskim, szwedzkim, szwedzkim migowym, tigrinia, ukraińskim, węgierskim i włoskim. Kongresy odbywają się w językach: angielskim, arabskim, chińskim, chorwackim, fińskim, hiszpańskim, perskim, rosyjskim, serbskim, szwedzkim i szwedzkim migowym. W samym tylko okresie 2015–2017 liczba grup obcojęzycznych wzrosła z 45 do ponad 90, głównie ze względu na działalność kaznodziejską wśród imigrantów. Biura Tłumaczeń znajdują się w miastach Malmö (j. szwedzki) i w Sollentuna (szwedzki j. migowy).

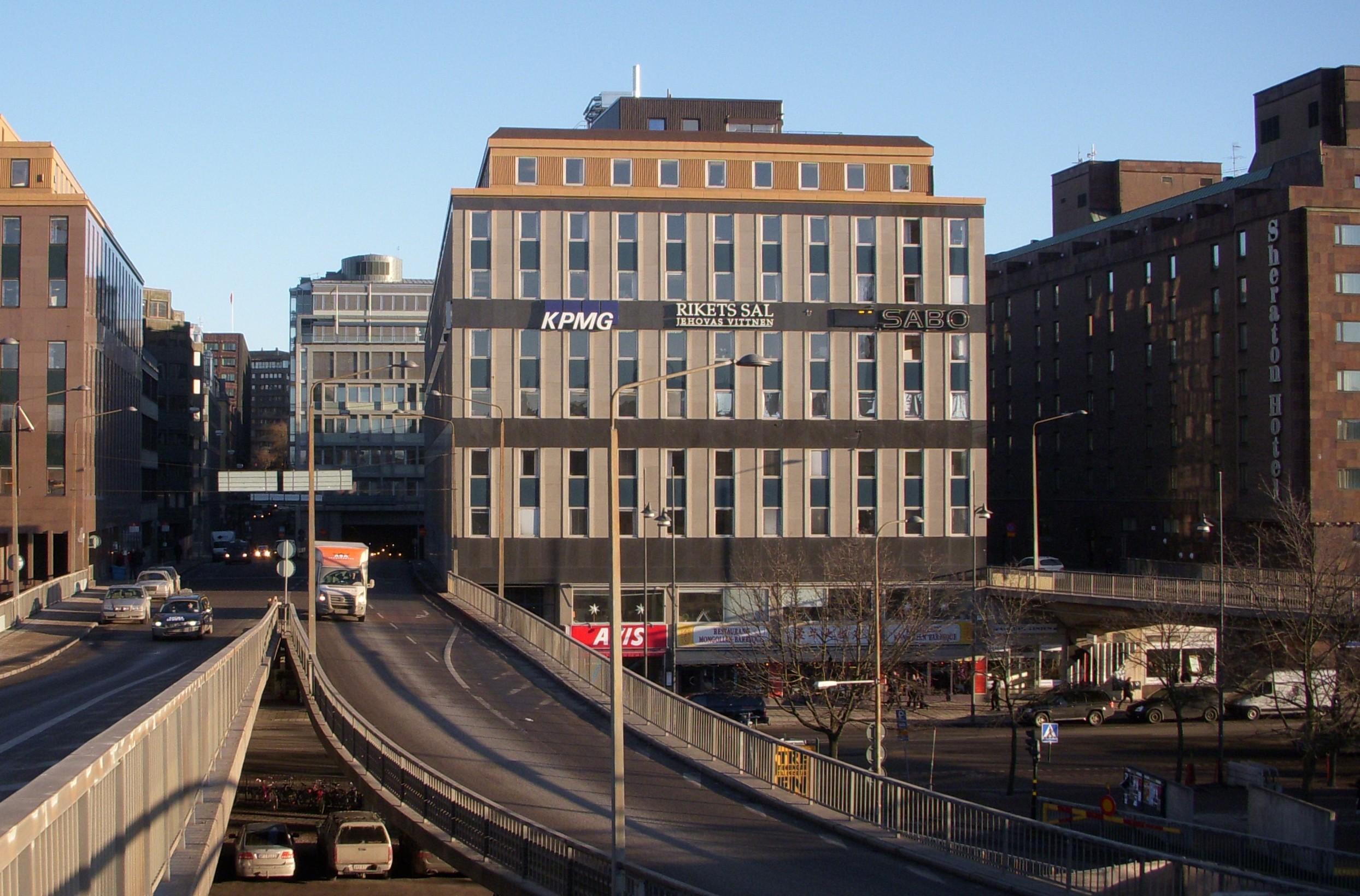
Sala Królestwa w biurowcu w stolicy...
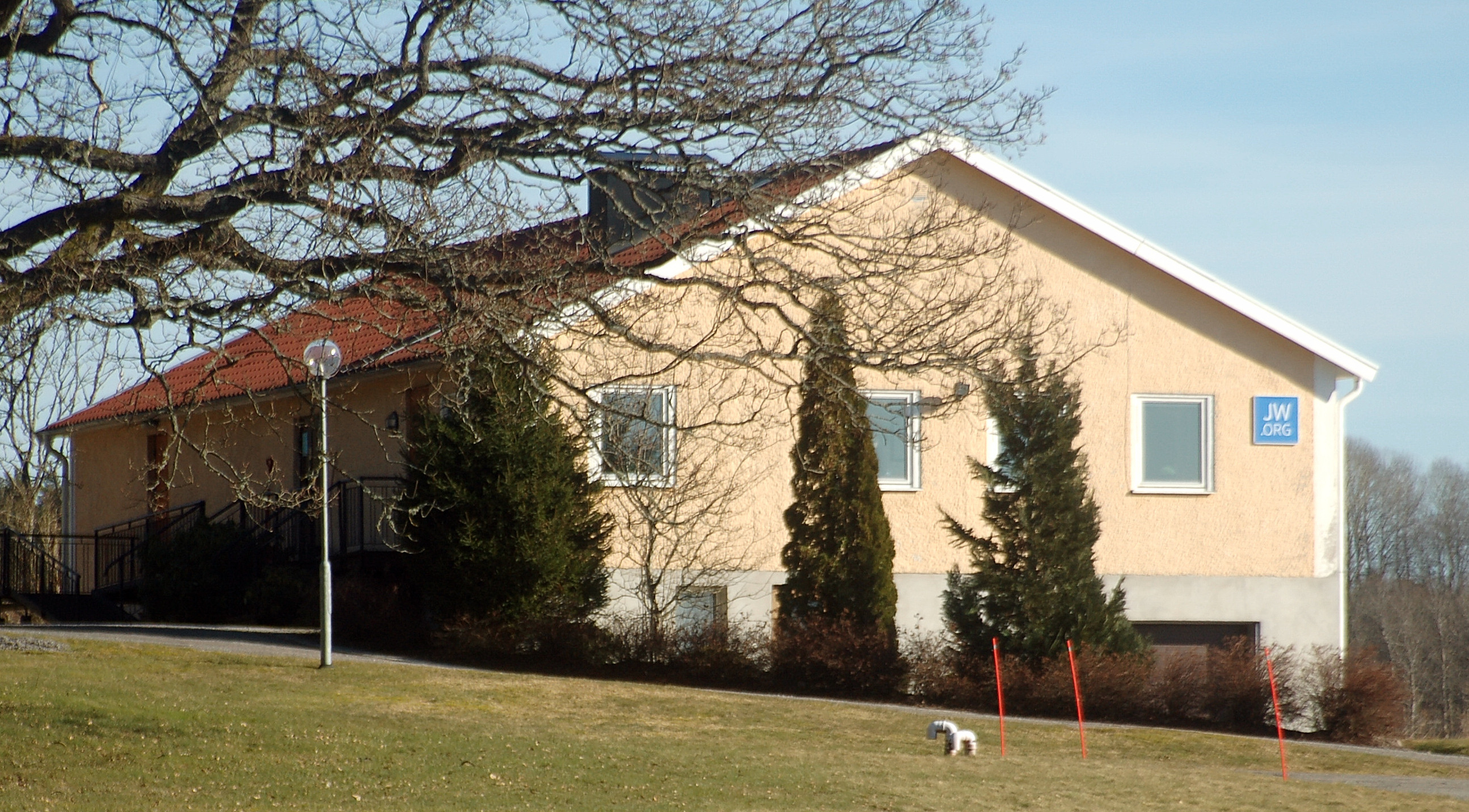
... w Askersund ...
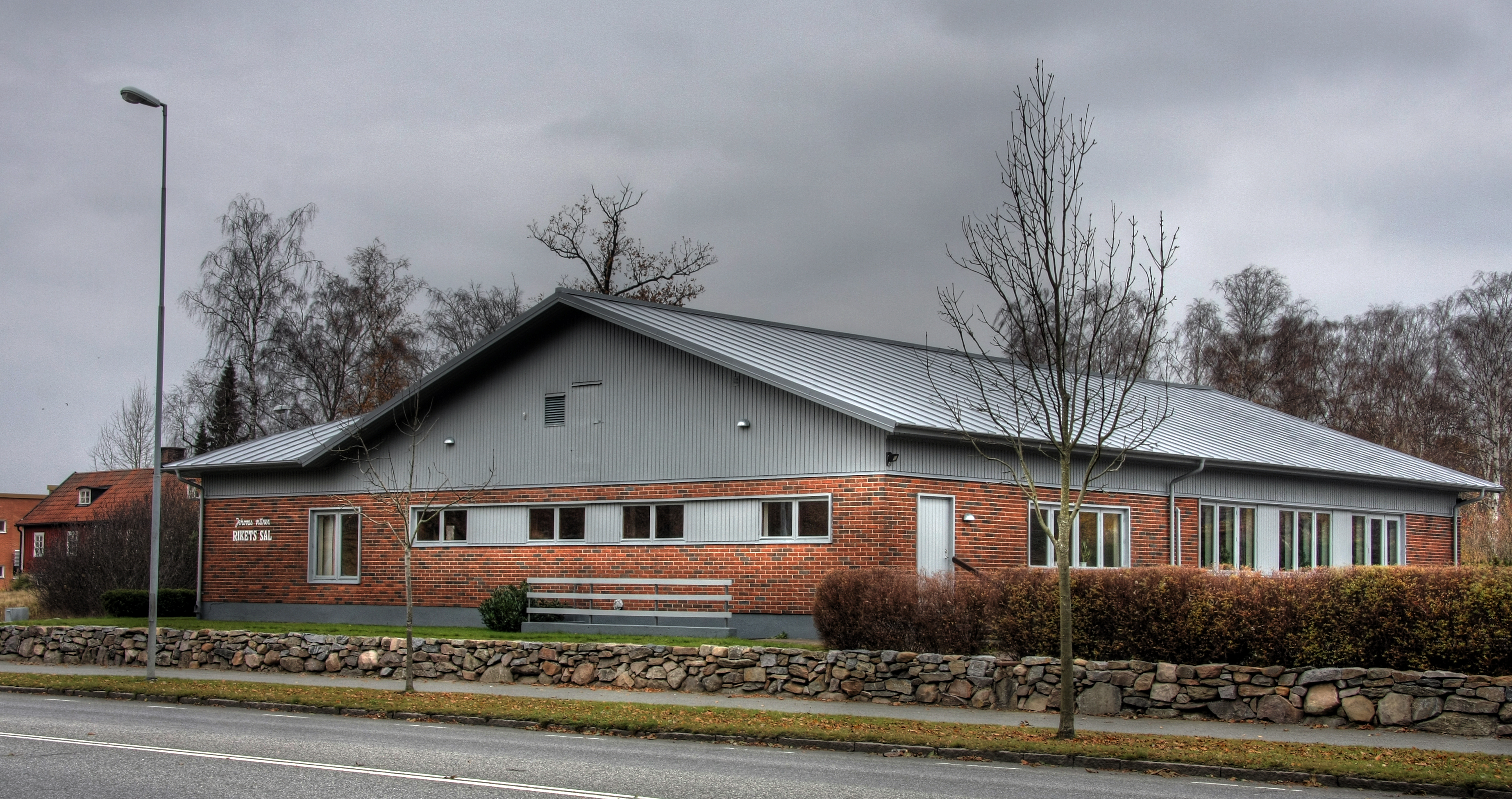
... w Hässleholm...
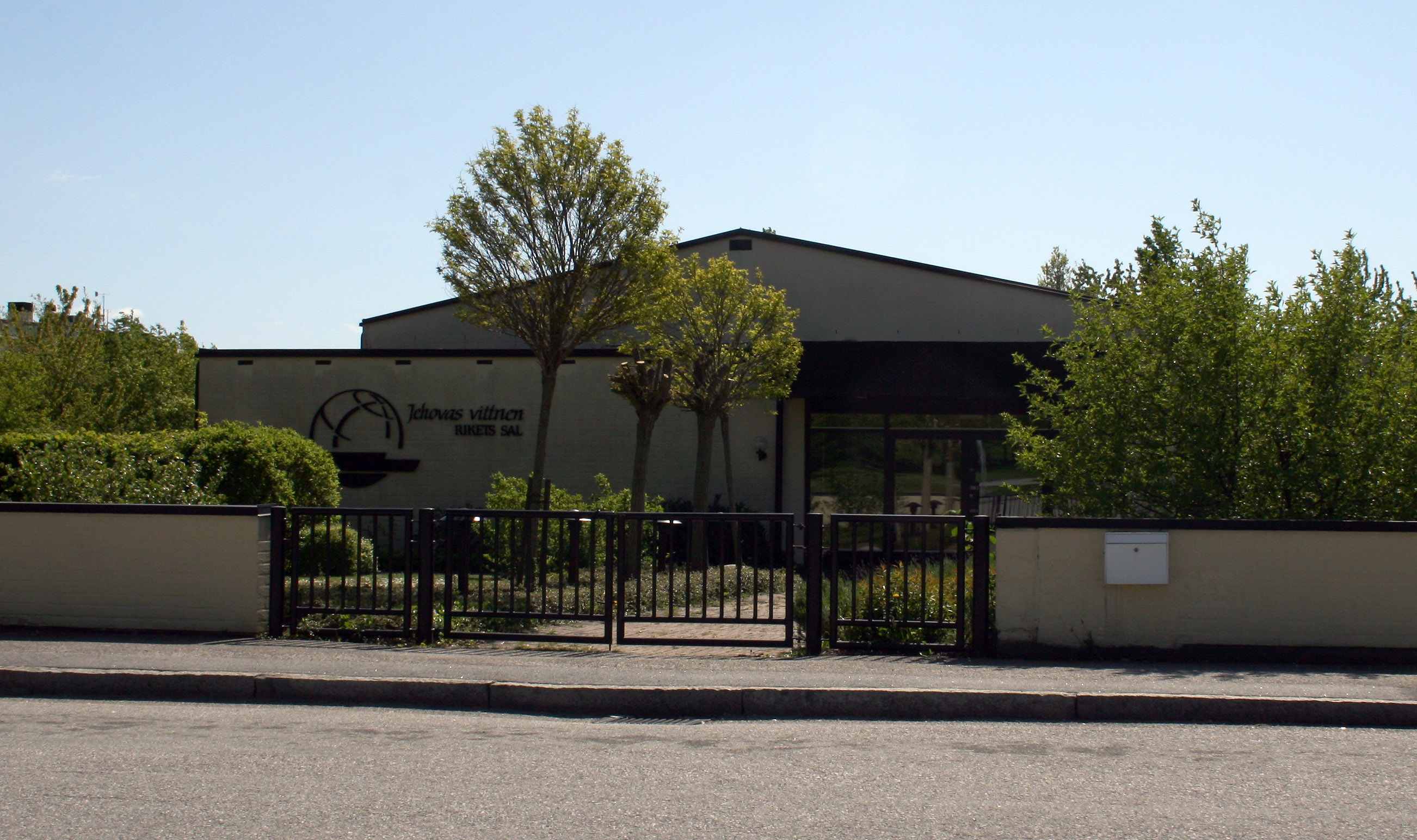
... w Lund...
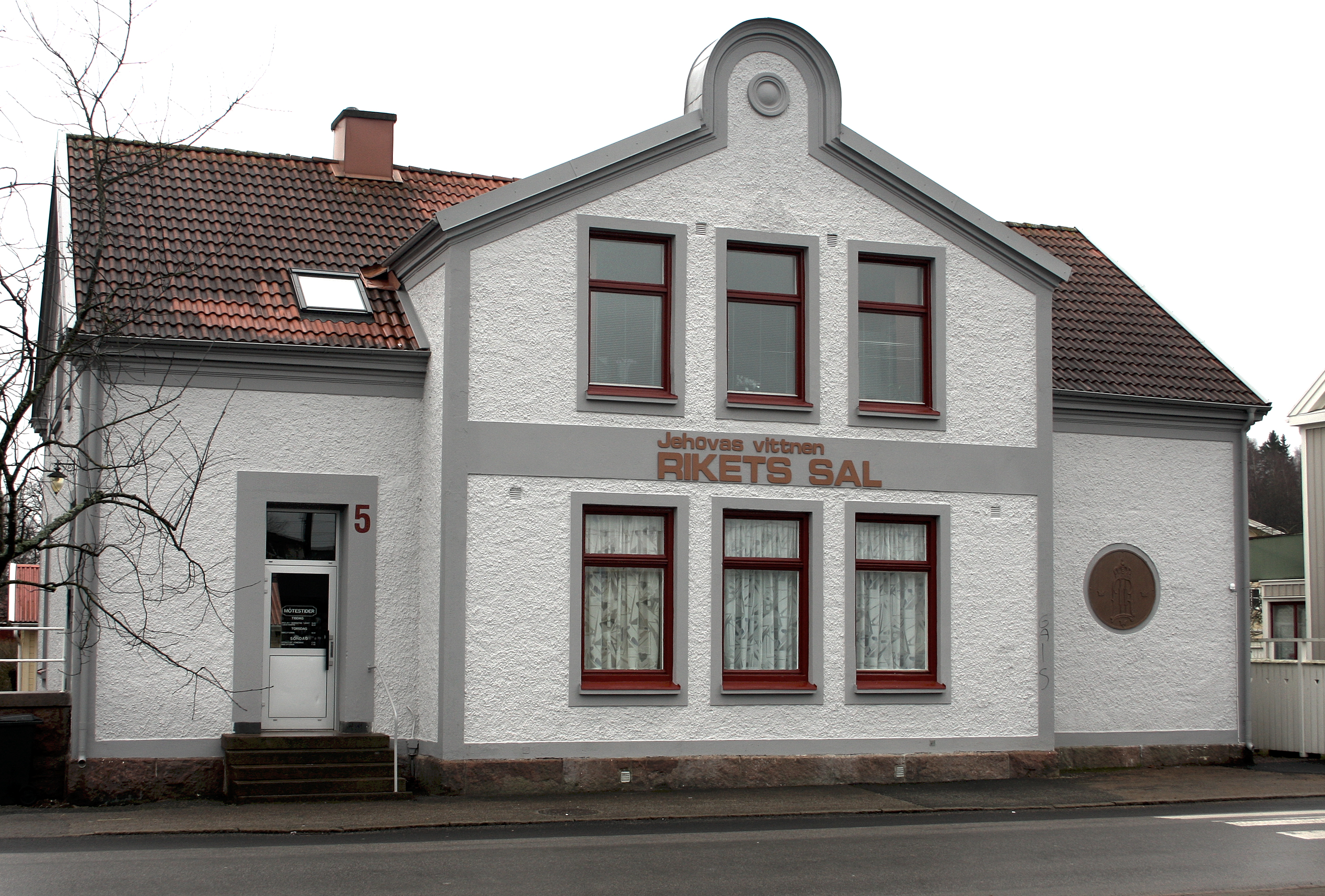
... w Vårgårda ...
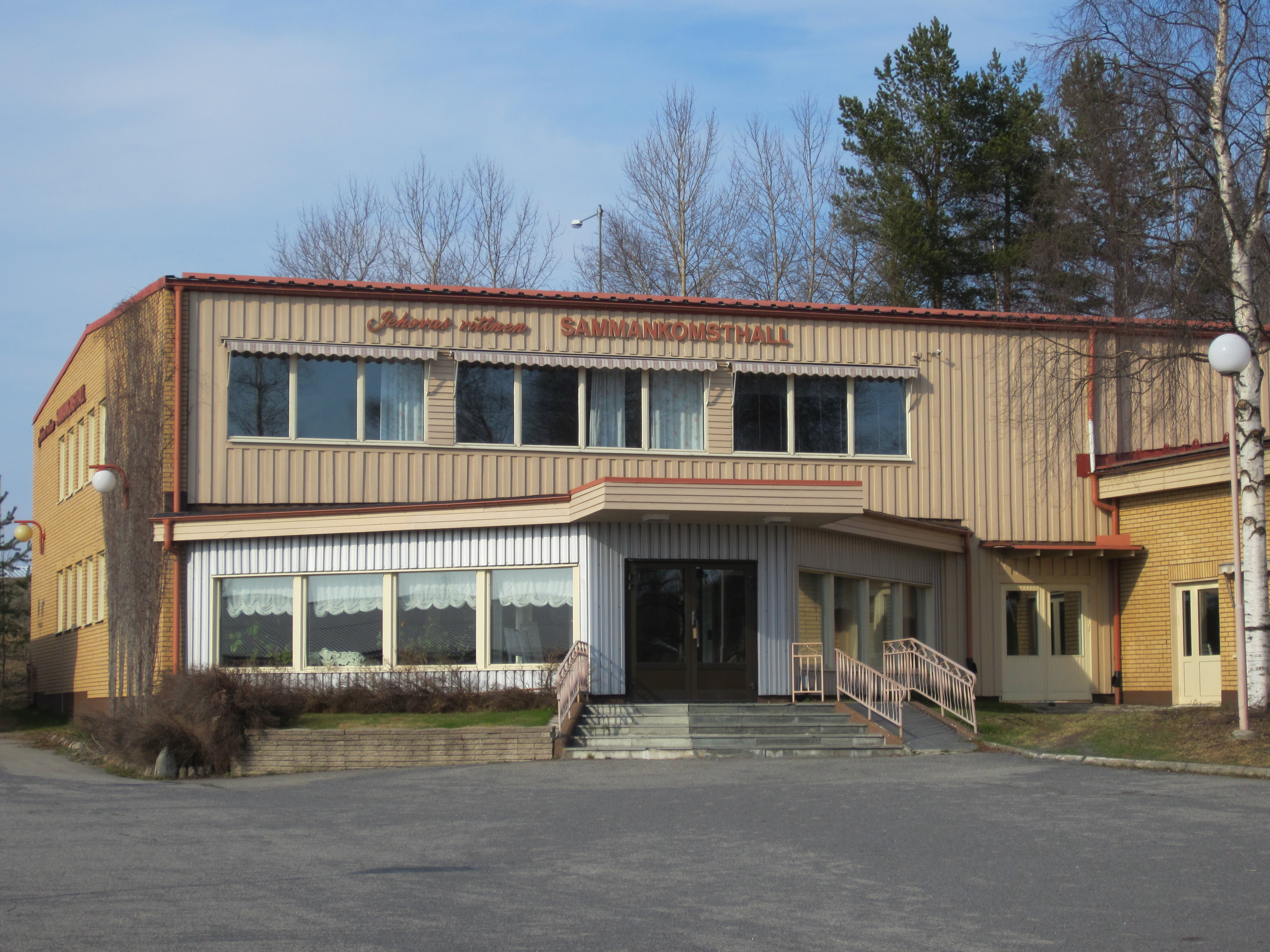
... w Umeå ...
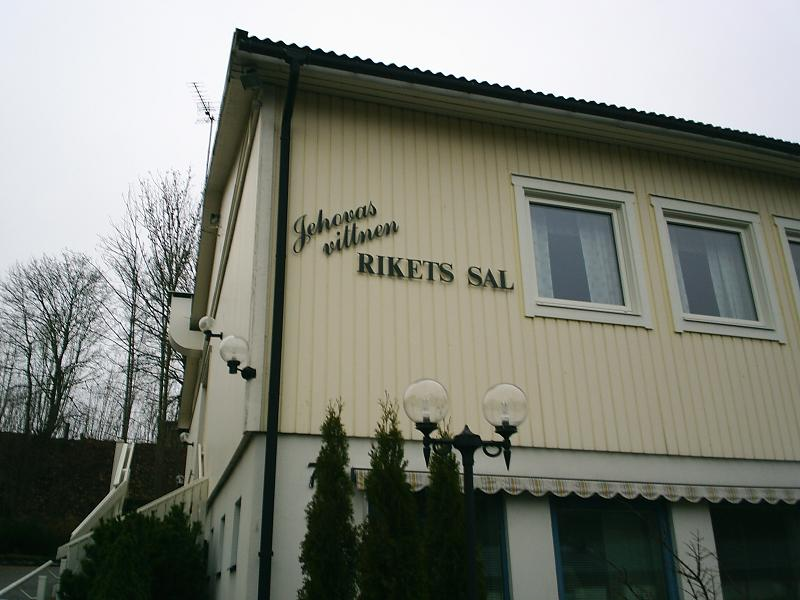
... na południu kraju.

## Zbory polskojęzyczne
Zbory polskojęzyczne działają w Sztokholmie, Göteborgu, Kristianstad i Malmö, a grupa polskojęzyczna w Sundbybergu (do roku 2021 również w Åstorp, Borås, Jönköping), które należą do obwodu polskojęzycznego: EU Polish 5B. Zgromadzenia obwodowe w języku polskim odbywają się w Sali Zgromadzeń w Ulricehamn.

## Grupa romskojęzyczna (Polska Roma)
Do roku 2021 w Malmö działała grupa romskojęzyczna (w dialekcie języka romskiego Polska Roma, używanym przez polskich Romów).